# (66391) 1999 KW4
 1999 KW4 (وتكتب أيضًا (66391) 1999 KW4) هو كويكب ثنائي من كويكبات آتن عابرا لمدار عطارد. اكتشف عام 1999 بواسطة بحث لنكولن عن الكويكبات القريبة من الأرض. 1999 KW4 لديه قمر يدور حوله ، هذا القمر تم تسميته  S / 2001 (66391) 1  أو "1999 KW4 بيتا"،  قطره نحو ~ 360 متر .ويكمل مداره حول 1999 KW4 «ألفا» في 0،758 يوم ( أي نحو 16 ساعة) على مسافة 2.6 كم من 1999 KW4 «ألفا» . في 25 مايو 2036 سوف يمران  على بعد 0.0155 وحدة فلكية (2320000 كم؛ 1440000 ميل) من الأرض.

## المدار
الكويكب يدور حول الشمس في مدار بيضوي الشكل على مسافة بين  0.2 - 1.1 وحدة فلكية مرة واحدة كل 0.51 سنة (188 يوما). المدار منحرف بقدر 0.69 و يميل 39 درجة إستنادا للمستوى الكسوفي.

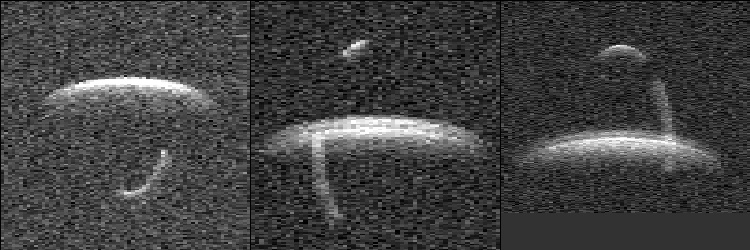
صورة ردارية للكويكب بواسطة مرصد ناسا غولدستون.

## اقرأ أيضا
- كويكب 2009 JF1

- (52768) 1998 OR2

## وصلات خارجية
- (66391) 1999 KW4 في قاعدة بيانات مختبر الدفع النفاث لأجرام النظام الشمسي الصغيرة

- الاكتشاف · مخطط المدار ·  العناصر المدارية · المعلمات المادية